# مجلة هاربر
مجلة هاربر (بالإنجليزية: Harper's Magazine) هي مجلة أمريكية شهرية باللغة الإنجليزية، تُعنى بالأدب والسياسة والثقافة والفنون. تأسست عام 1850، ما يجعلها واحدة من أقدم المجلات العامة في الولايات المتحدة. مقرها في نيويورك. تصدر المجلة كل شهر.

## معرض صور

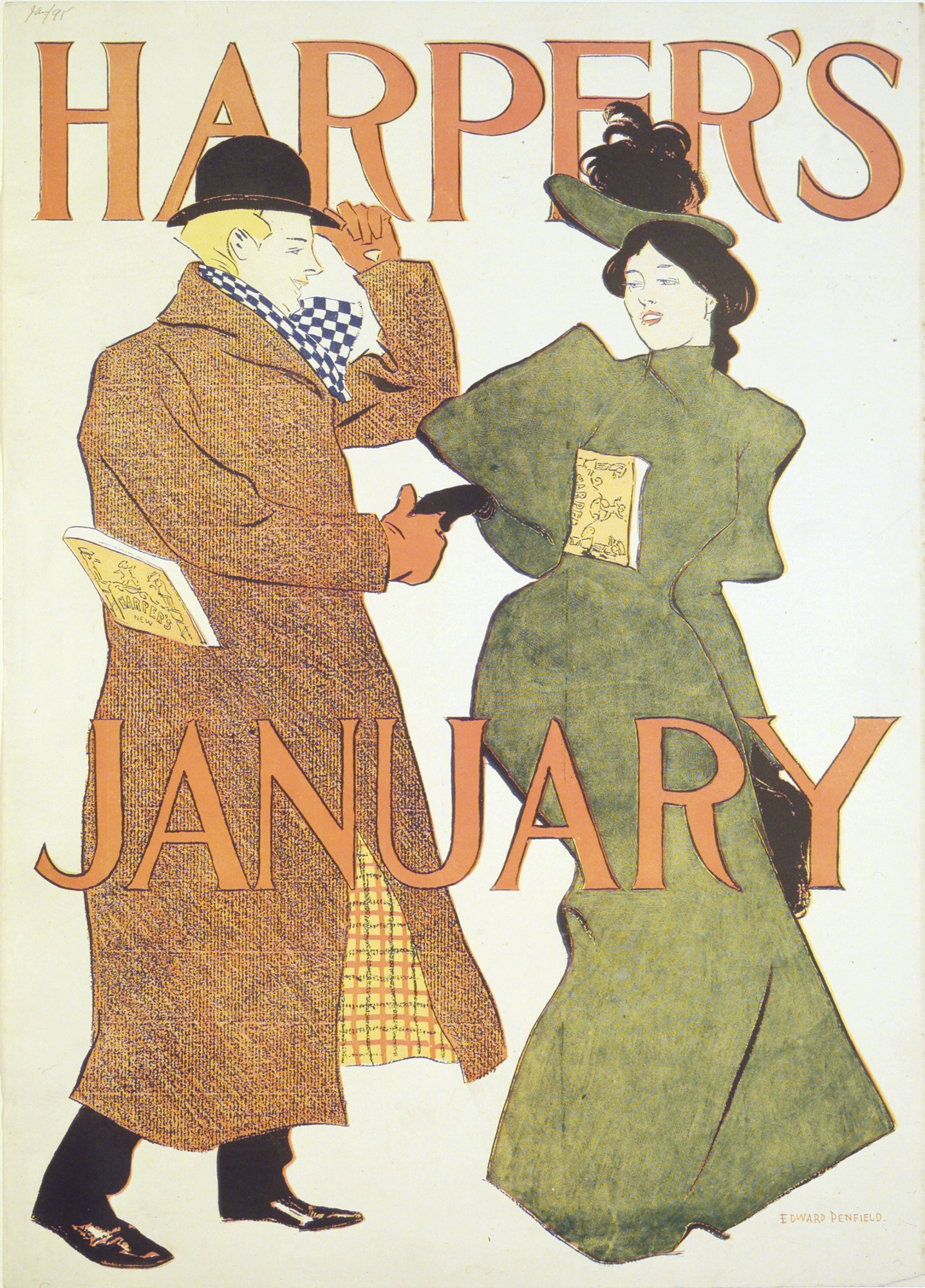
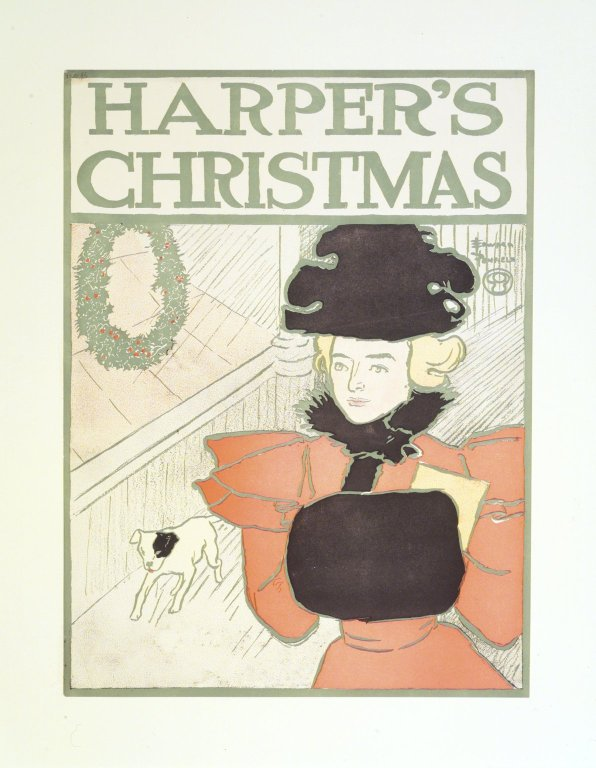
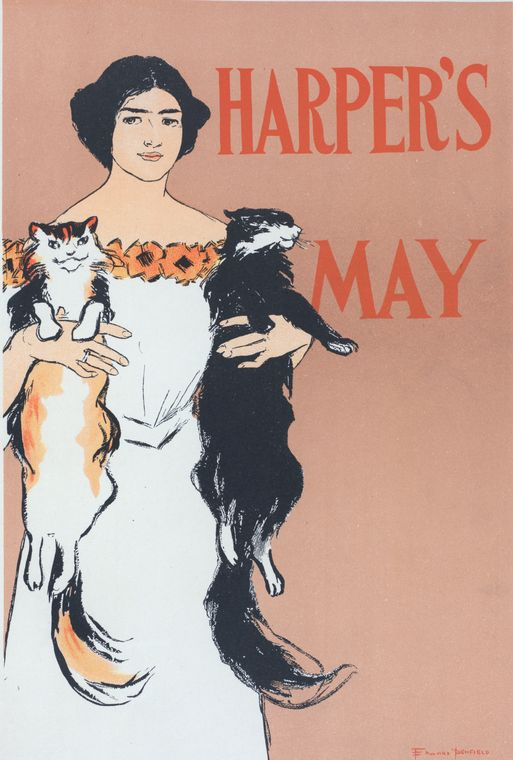
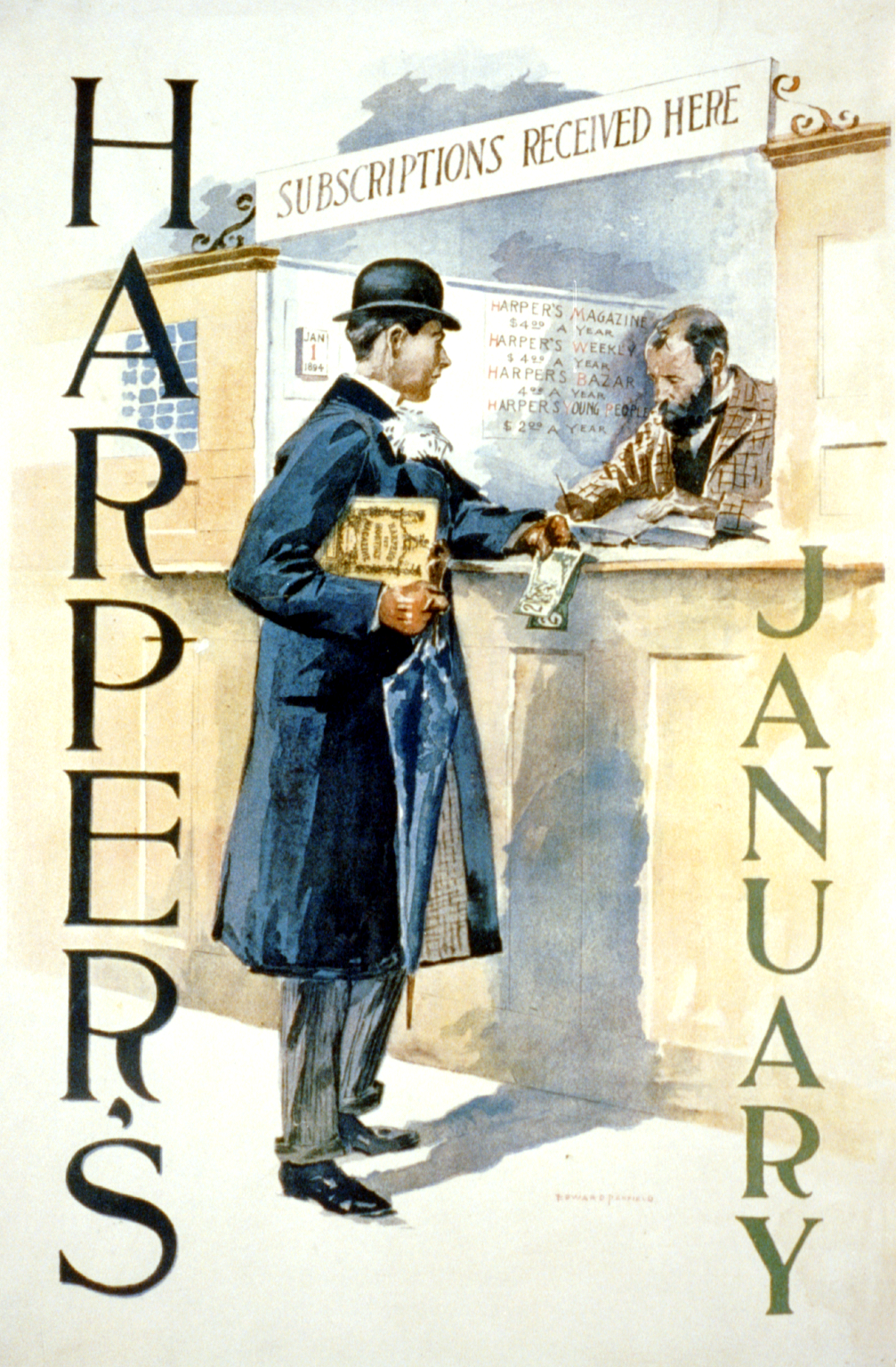

## وصلات خارجية
- الموقع الإلكتروني

- بيورن كوم